# Польща на літніх Олімпійських іграх 2024
Польщу на літніх Олімпійських іграх 2024 представляли двісті вісімнадцять спортсменів у двадцяти трьох видах спорту.

## Медалісти
| Медаль | Ім'я | Вид спорту                      | Змагання                          | Дата      |
| ------ | --- | ------------------------------- | --------------------------------- | --------- |
| 1      | Александра Мірослав | Спортивне скелелазіння          | лазіння на швидкість              | 7 серпня  |
| 2      | Клаудія Зволінська | Веслування на байдарках і каное | гребний слалом, байдарки-одиночки | 28 липня  |
| 2      | Матеуш Бенек Бартоломей Болондз Томаш Форналь Норберт Губер Марцін Януш Лукаш Качмарек Бартош Курек Якуб Кохановський Вільфредо Леон Ґжеґож Ломач Каміль Семенюк Александер Слівка Павел Заторський | Волейбол                        | чоловічий турнір                  | 10 серпня |
| 2      | Юлія Шеремета | Бокс                            | до 57 кг                          | 10 серпня |
| 2      | Дарія Пікулік | Велоспорт                       | омніум                            | 11 серпня |
| 3      | Александра Ярецька Аліція Класік Рената Кнапік-Мязґа Мартина Сватовська-Венґлярчик | Фехтування                      | командна шпага                    | 30 липня  |
| 3      | Фабіан Баранський Матеуш Біскуп Домінік Чая Мірослав Зентарський | Академічне веслування           | парні четвірки                    | 31 липня  |
| 3      | Іга Свьонтек | Теніс                           | одиночний турнір                  | 2 серпня  |
| 3      | Александра Калуцька | Спортивне скелелазіння          | лазіння на швидкість              | 7 серпня  |
| 3      | Наталя Качмарек | Легка атлетика                  | біг на 400 метрів                 | 9 серпня  |